# لیکوسنگ‌چشم ابروسفید
لیکوسنگ‌چشم ابروسفید (نام علمی: Pteruthius aeralatus) یک گونه پرنده است که در شرق هیمالیا و جنوب شرق آسیا از شمال برمه تا جنوب کامبوج یافت می‌شود. مانند دیگر اعضای این سرده در جنگل‌های کوهستانی یافت می‌شود. نرها و ماده‌ها دارای پوشش پرهای متفاوتی هستند و گوناگونی در گستره آن با چندین جمعیت به عنوان زیرگونه در نظر گرفته می‌شود. این بخشی از یک مجموعه گونه‌های پنهان است و در گذشته به عنوان زیرگونه‌ای از لیکوسنگ‌چشم ابروسفید بود. کلمنتز این پرنده را در لیکوسنگ‌چشم ابروسفید ادغام کرد.

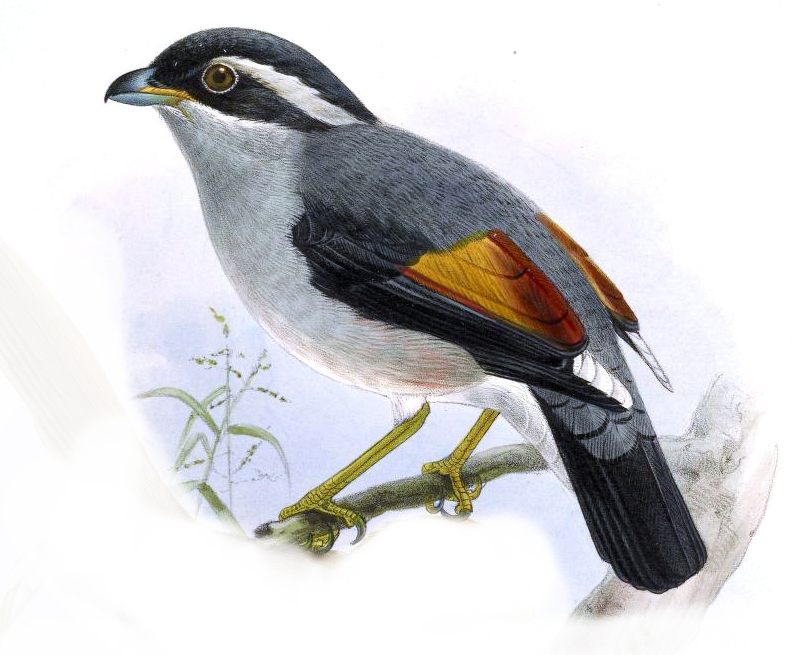
نگاره یک نر P. a. aeralatus